# Tomba Bartoccini

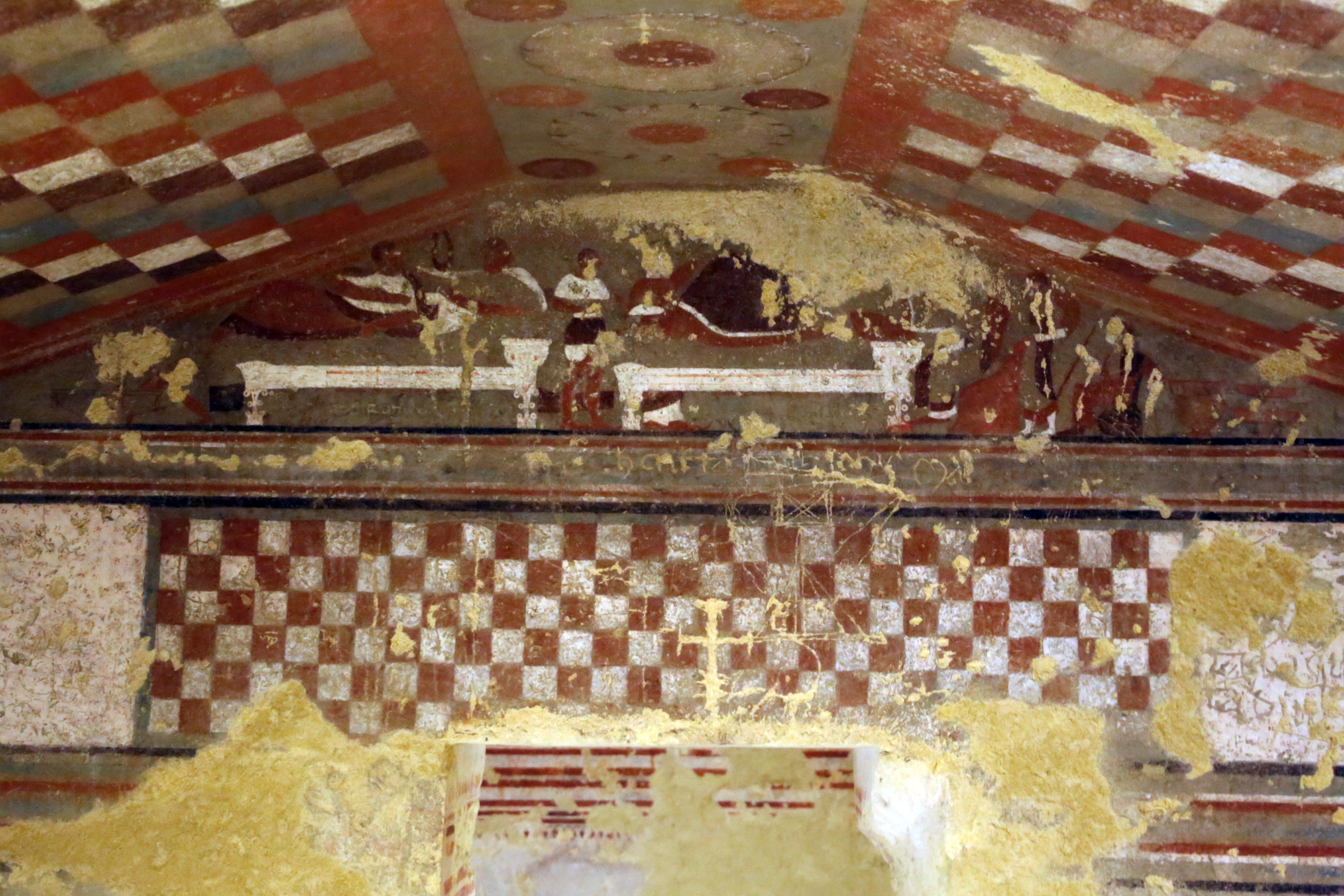
Malerei im Giebelfeld

Die Tomba Bartoccini („Bartoccini Grab“), auch Tomba 905  („Grab 905“), ist ein ausgemaltes etruskisches Grab, das im Jahr 1959 entdeckt wurde. Das aus vier Räumen bestehende Grab befindet sich in der Monterozzi-Nekropole bei Tarquinia und datiert um 520 v. Chr. Es wurde nach dem italienischen Archäologen Renato Bartoccini benannt, der wichtige Ausgrabungen in Etrurien durchführte.
Es handelt sich um das größte archaische Grab in Tarquinia. Die vier Räume und die Decken sind mit Streifenmustern und einfachen, über die Wand gestreuten Blumen dekoriert. Die Decke der zentralen Kammer zeigt bunte Kassettenmuster. Im Giebelfeld der Rückwand dieser Kammer befindet sich eine Bankettszene. Sie zeigt zwei Männer auf zwei weißen Klinen, daneben zwei Frauen auf Sesseln sitzend und einen Diener. Zudem sind Gefäße abgebildet. Die Rückwände der anderen Kammern zeigen im Giebelfeld heraldisch angeordnete Tiere, es handelt sich entweder um zwei Panther oder um Löwen.